# A Farsa da Boa Preguiça

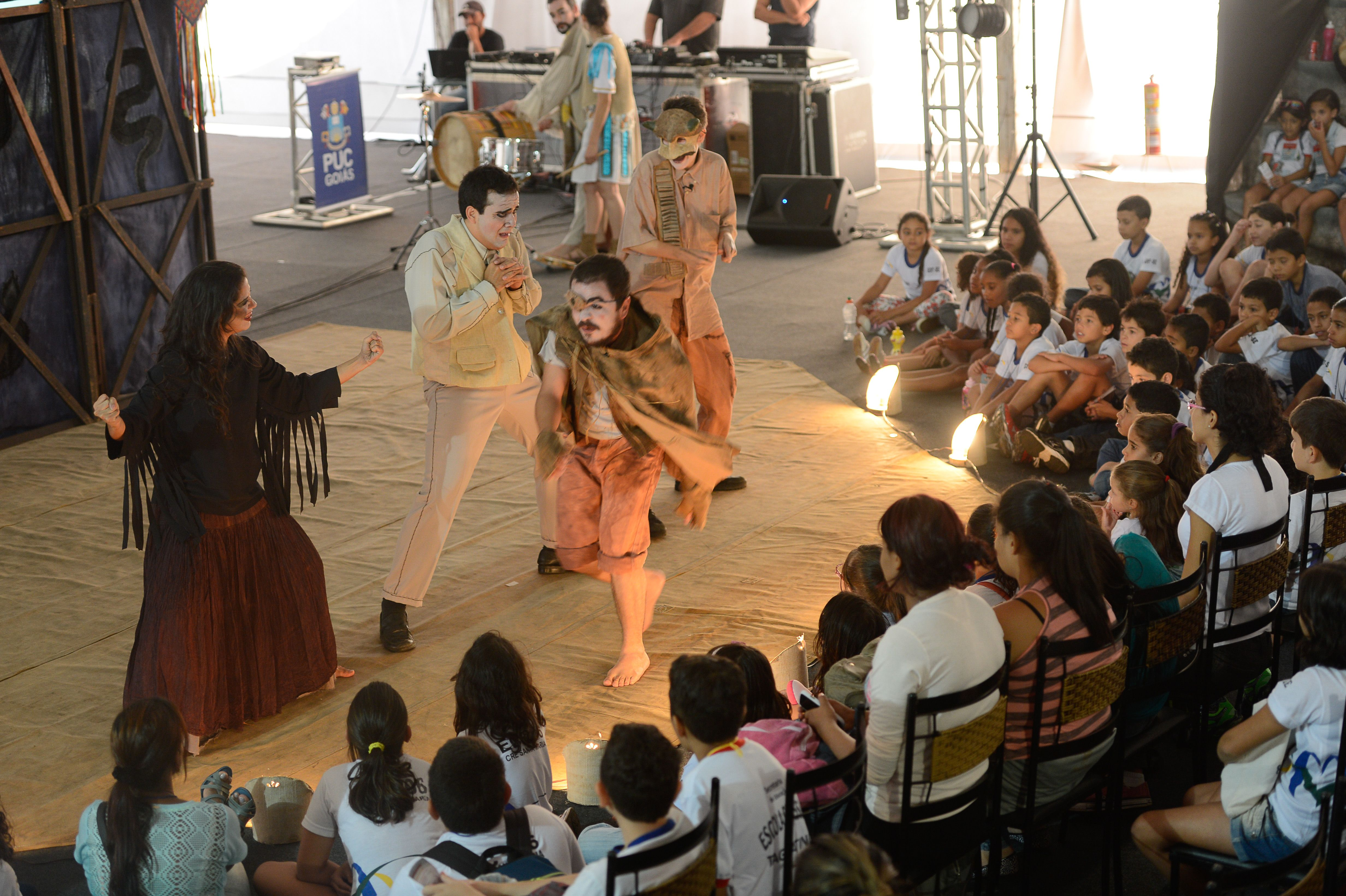
O grupo teatral Guará PUC (GO) apresenta a peça A farsa da boa preguiça na 2ª Bienal Brasil do Livro e da Leitura de Brasília, em 2014 (Fabio Rodrigues Pozzebom/Agência Brasil)

A Farsa da Boa Preguiça é uma peça teatral em três atos, escrita por Ariano Suassuna em 1960. Foi encenada pela primeira vez pelo Teatro Popular do Nordeste (TPN), com direção de Marcony Portugal, em 1961. A peça foi considerada a obra preferida de Ariano Suassuna.

## Histórico
Depois do sucesso obtido do Auto da Compadecida, em 1957, Suassuna manteve a estética daquela peça, aproximando elementos da cultura nordestina com a Florença e Roma medievais. Com A Farsa da Boa Preguiça o autor aprofundou sua proposta de buscar na cultura popular a fonte para um teatro erudito brasileiro, ao mesmo tempo que retomava a crítica social.
A estreia aconteceu em 24 de janeiro de 1961, no Teatro de Arena do Recife, com elenco liderado por Clênio Wanderley, Germano Haiut e José Pimentel. Francisco Brennand assinou os cenários e figurinos, e a trilha sonora foi composta por Capiba.
Em 1969, o Teatro Popular do Nordeste voltou a apresentar o texto, desta vez com direção de Guita Charifker. No Rio de Janeiro, o ator Milton Gonçalves estrelou uma produção em 1975, com o Grupo Chegança. Em 1995, a obra foi adaptada para a televisão, num especial da Rede Globo estrelado por Marieta Severo, Ary Fontoura, Antônio Nóbrega, Patrícia França, Ilya São Paulo e Laura Cardoso.

## Sinopse
A farsa conta a história do poeta popular Joaquim Simão e sua mulher, Nevinha. O rico Aderaldo, apaixonado por Nevinha, tenta conquistá-la com a ajuda da diaba Andreza. Clarabela, socialite mulher de Aderaldo, está por sua vez apaixonada por Simão, que acaba cedendo à tentação e inicia um caso com ela. 
Nevinha, fiel ao marido, pede que ele procure um emprego. Mas Simão se nega a abandonar o "ócio artístico" e a poesia. 
Aderaldo é enganado pelo demônio Fedegoso, o Cão Caolho, e perde quase todo o seu dinheiro. Com muito trabalho, volta a enriquecer. Aposta então sua fortuna com Joaquim Simão que, se perder, terá de lhe entregar a mulher. O poeta ganha a aposta e enriquece, mas depois perde tudo.
No fim da peça Aderaldo e Clarabela são levados para o Inferno. Simão e Nevinha tentam salvá-los rezando um pai-nosso e uma ave-maria. São Pedro, São Miguel e Manuel Carpinteiro (Jesus) aparecem e falam sobre a importância da humildade e da arte para a vida de qualquer pessoa.  